# Rudolf Ernst
Rudolf Ernst (1854 – 1932) era um pintor, gravurista e decorador de cerâmicas austro-francês bem conhecido por suas obras de temática orientalista. Ele exibia seus trabalhos em Paris sob o nome de "Rodolphe Ernst".

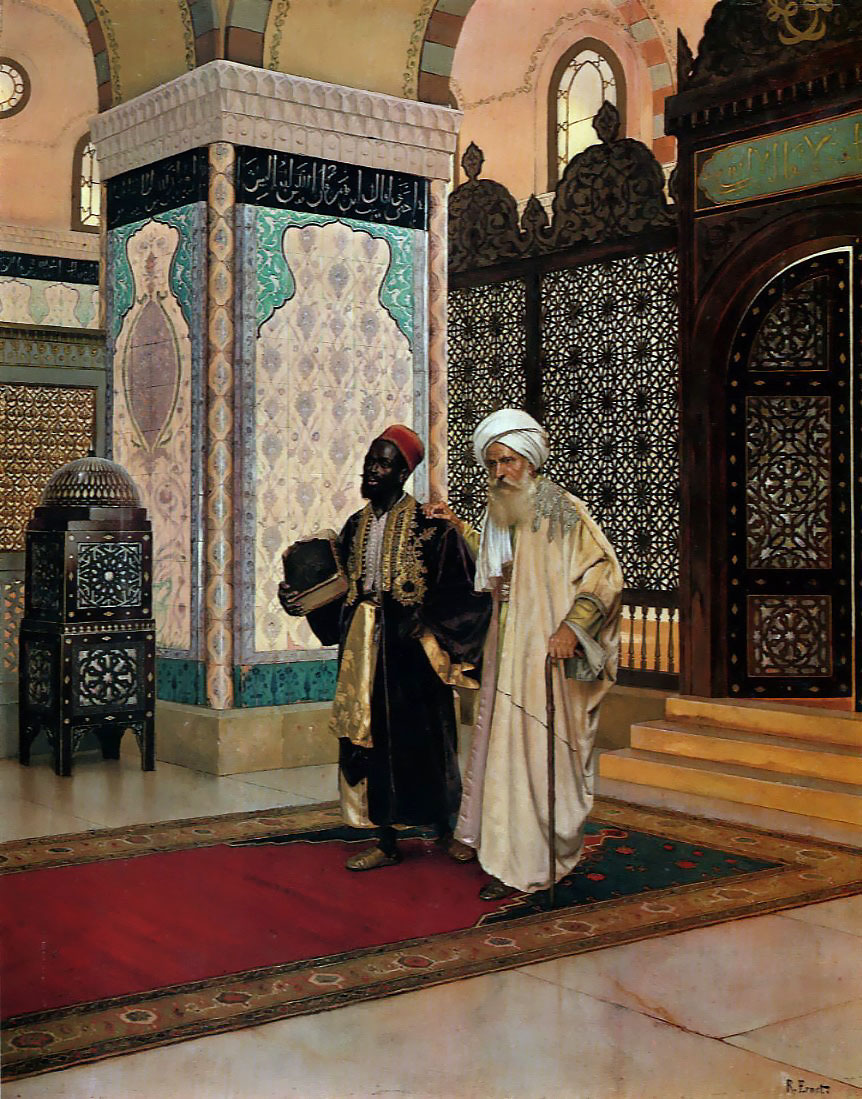
After prayer
Le fumeur de narghilé